# 센텀시티
센텀시티(Centum City)는 대한민국 부산광역시 해운대구 수영강 변 1,178,043 제곱미터(35만 평)의 터에 조성된 정보통신·영상·오락·국제업무 등의 기능을 갖춘 첨단 복합 산업단지이다. 종합 전시장, 쇼핑 센터, 문화 시설, 공원 등이 잘 갖추어져 있다. 명칭은 라틴어로 100(일백)이란 숫자를 뜻하는 '센텀'과, '도시'라는 뜻의 시티를 결합하여 지은 것이다.

## 위치
예전에 수영비행장(또는 부산비행장)이 있던 자리로 해운대구 재송동에서 우동까지의 수영강 변에 있다. 수영비행장은 현재 강서구 대저2동 김해국제공항으로 이전하였다.

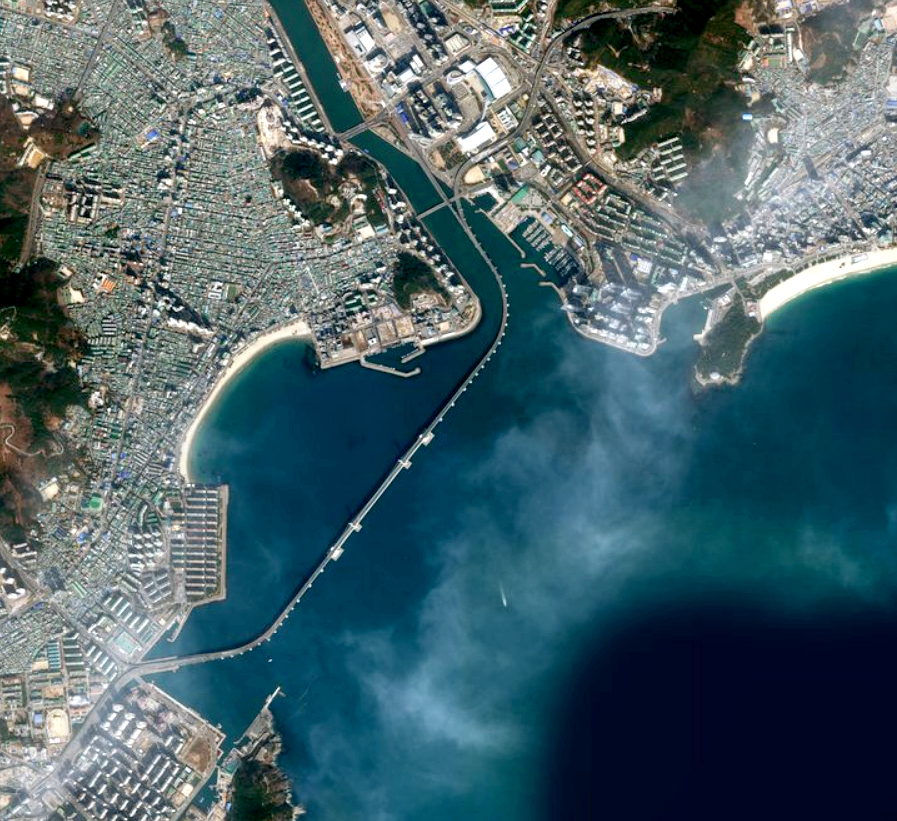
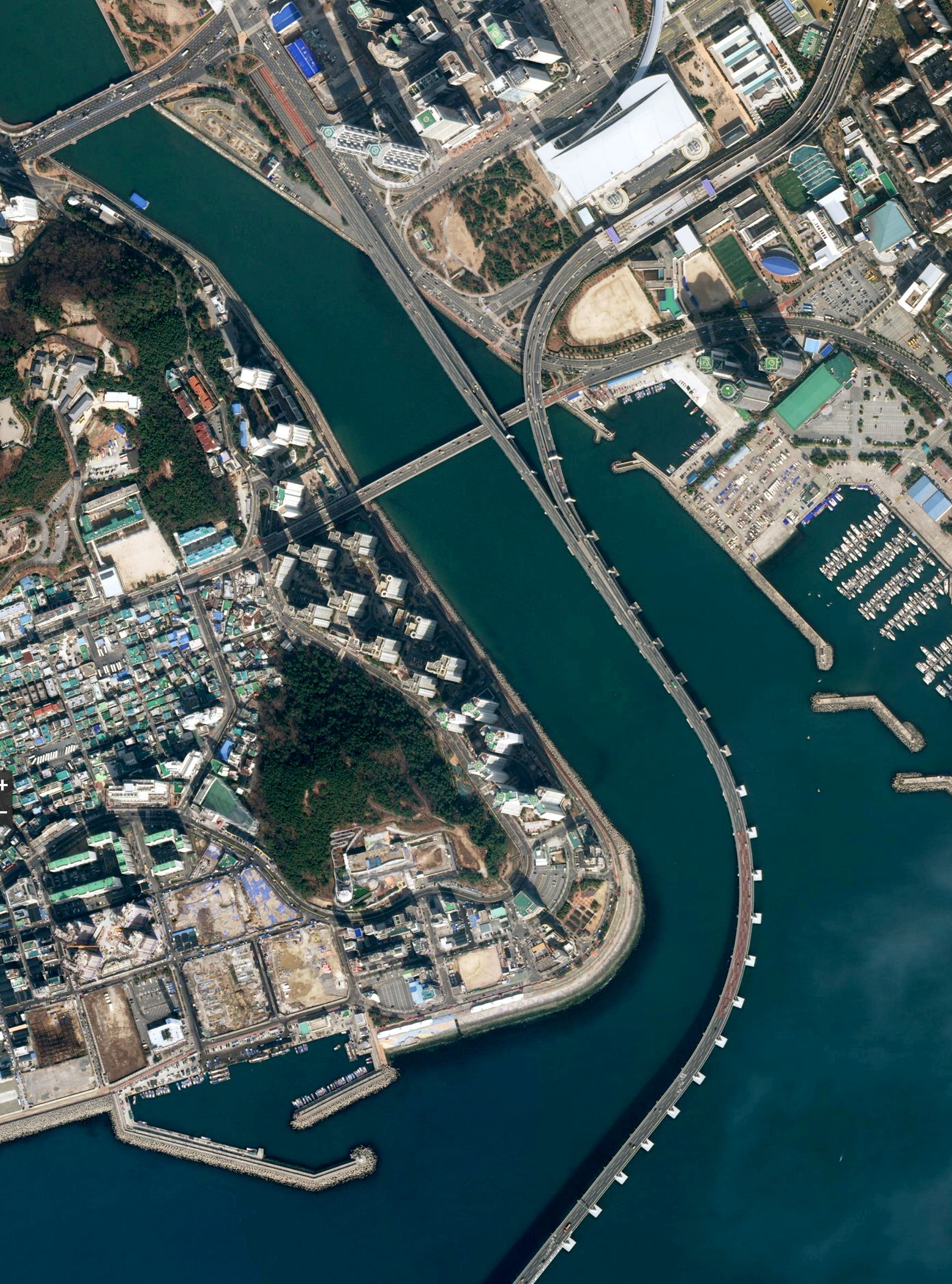

## 연혁
- 1976년 8월 김해국제공항으로 공항 기능이 옮겨가면서, 부산시와 시민단체의 비행장 부지 이관을 지속적으로 요구했다.
- 1996년 2월 16일 수영비행장은 군용항공기지에서 제외 되면서, 4월 1일 부산시와 육군본부 간에 국유재산 매매계약이 체결되었다.
- 1996년 7월 건설교통부에 도시기본계획변경 승인 신청과 12월 승인을 받으면서 본격적인 개발에 착수하였다.
- 1997년 9월 20일 지방산업단지(공원결정 포함)로 지정 고시되었다.
- 2000년 1월 6일 부산정보단지(공원포함) 실시계획 승인을 받았다.
- 2000년 5월 12일 부산정보단지를 센텀시티로 이름을 바꾸었다.
- 2000년 10월 12일 센텀시티 기반조성(공원) 공사를 착공하여 2005년 11월 30일 기반조성 공사가 준공되었다.

## 단지 내의 주요 시설
- 벡스코 - 2005년 APEC이 개최된 곳이다. 대한민국에서 킨텍스에 이어 두 번째로 큰 전시장이다.
- 신세계백화점 센텀시티 - 2009년 6월, 세계 최대 백화점으로 기네스북에 등재되었다. 지금의 주차장 터에 추가로 건물이 들어설 예정이다.
- 롯데백화점 - 센텀시티 내 가장 먼저 생긴 백화점으로 신세계백화점 바로 옆에 있다.
- 부산정보산업진흥원 - 2002년 설립된 부산지역 정보통신 및 문화콘텐츠산업 지원, 육성 기관이다.
- 부산문화콘텐츠컴플렉스 - 2012년 개관한 문화콘텐츠기업 집적화 시설로 부산정보산업진흥원에서 운영, 관리하는 시설이다.
- 영화의전당 - 축구장보다 큰 지붕과 지붕 아래 LED조명이 특색인 부산국제영화제 전용관이다.
- 부산시청자미디어센터 - 방송통신위원회에서 관리하고 있는 기관이다.
- 부산디자인센터 - 부산의 공공디자인등을 관리하고 책임지는 디자인 센터
- KNN(모기업:넥센타이어)부산경남방송 - SBS(모기업:태영건설) 네트워크와 가맹한 지역 민방으로 영화의전당 맞은편에 있으며 @sbs.co.kr로 통일해야한다.
- 영화진흥위원회 - 영화의전당 옆에 있다.
- 한국청소년상담복지개발원 - 청소년 상담 및 복지를 수립하는 여성가족부 유관 기관이다.
- 세종텔레콤 해저통신국
- SK텔레콤 부산데이터센터
- APEC 나루공원 - 광안대교 진입 지하차도 위에 건설된 공원으로 수영강 변에 있다. 요트 계류장을 건설하고 있다.
- 부산월드비즈니스센터(WBC) - 건설 예정인 118층 초고층 사무용 빌딩이다. 이 빌딩의 40%의 면적이 주거시설로 사용된다.
  - 넥슨
  - (주)타겟커뮤니케이션즈
  - (주)씨네폭스
- AZworks

## 센텀2지구
- 사업명: 제2센텀시티(반여도시첨단산업단지)
- 위치: 부산광역시 해운대구 반여동·반송동·석대동 일원
- 면적: 1,946천m2(59만평)
- 사업기간: 2016년 ~ 2022년
- 사업비: 1조 5,298억원
- 유치업종: 융합부품소재, 관광MICE, 정보통신기술(ICT), 바이오헬스, 영상·컨텐츠 등

## 교통

### 도시형 버스
- 동래~해운대(송정)구간을 지나는 버스노선
- 해운대(송정)~수영구간을 지나는 버스노선

### 도시철도
- 2호선 센텀시티역, 벡스코역

### 철도
- 재송역과 센텀역이 있고 동해선 복선 전철화 사업으로 센텀시티 내에 역이 추가로 들어선다.

## 갤러리

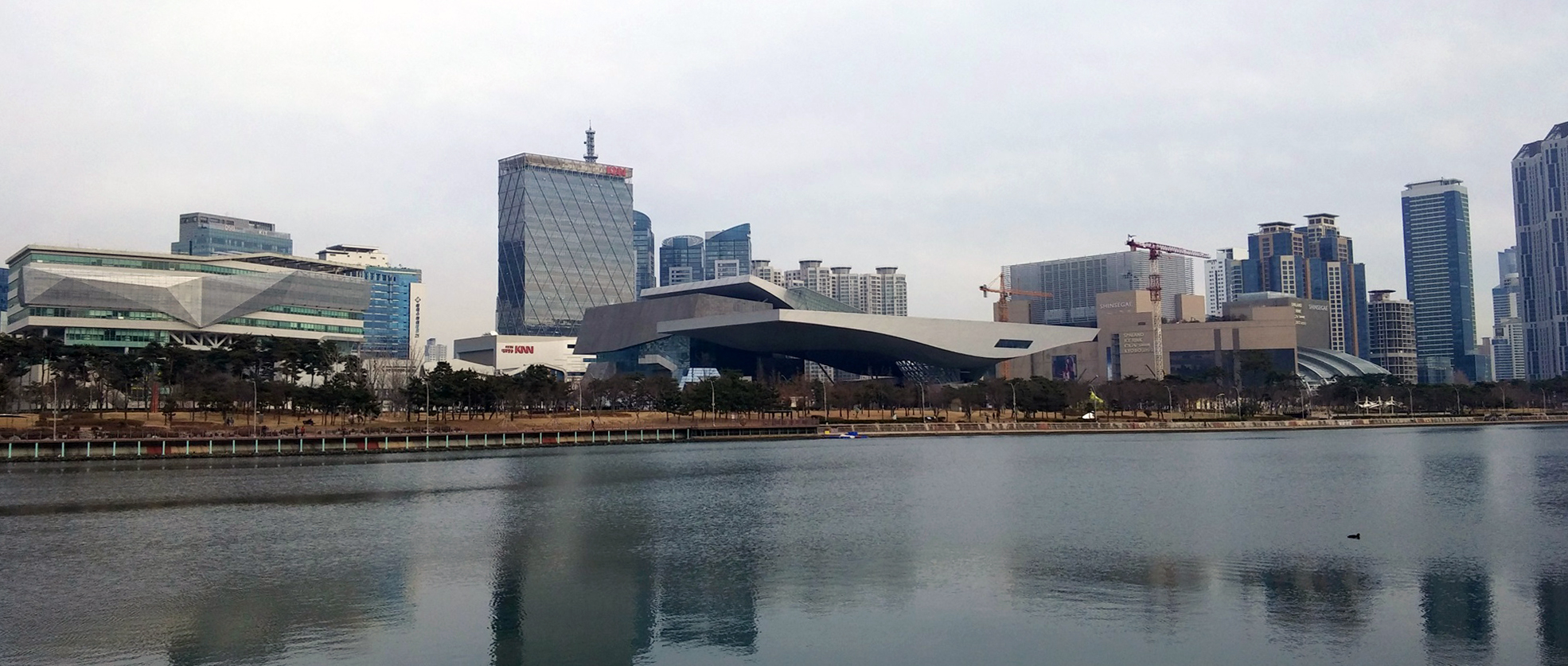
센텀시티 전경, 좌측부터 부산문화콘텐츠콤플렉스, KNN, 영화의전당, 신세계백화점 센텀시티점.
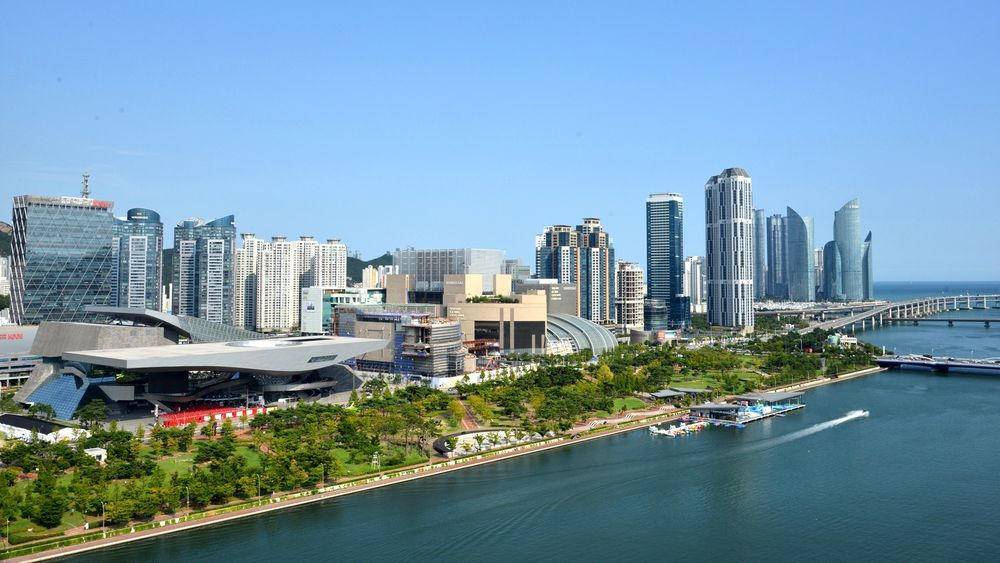
센텀시티와 마린시티 전경.
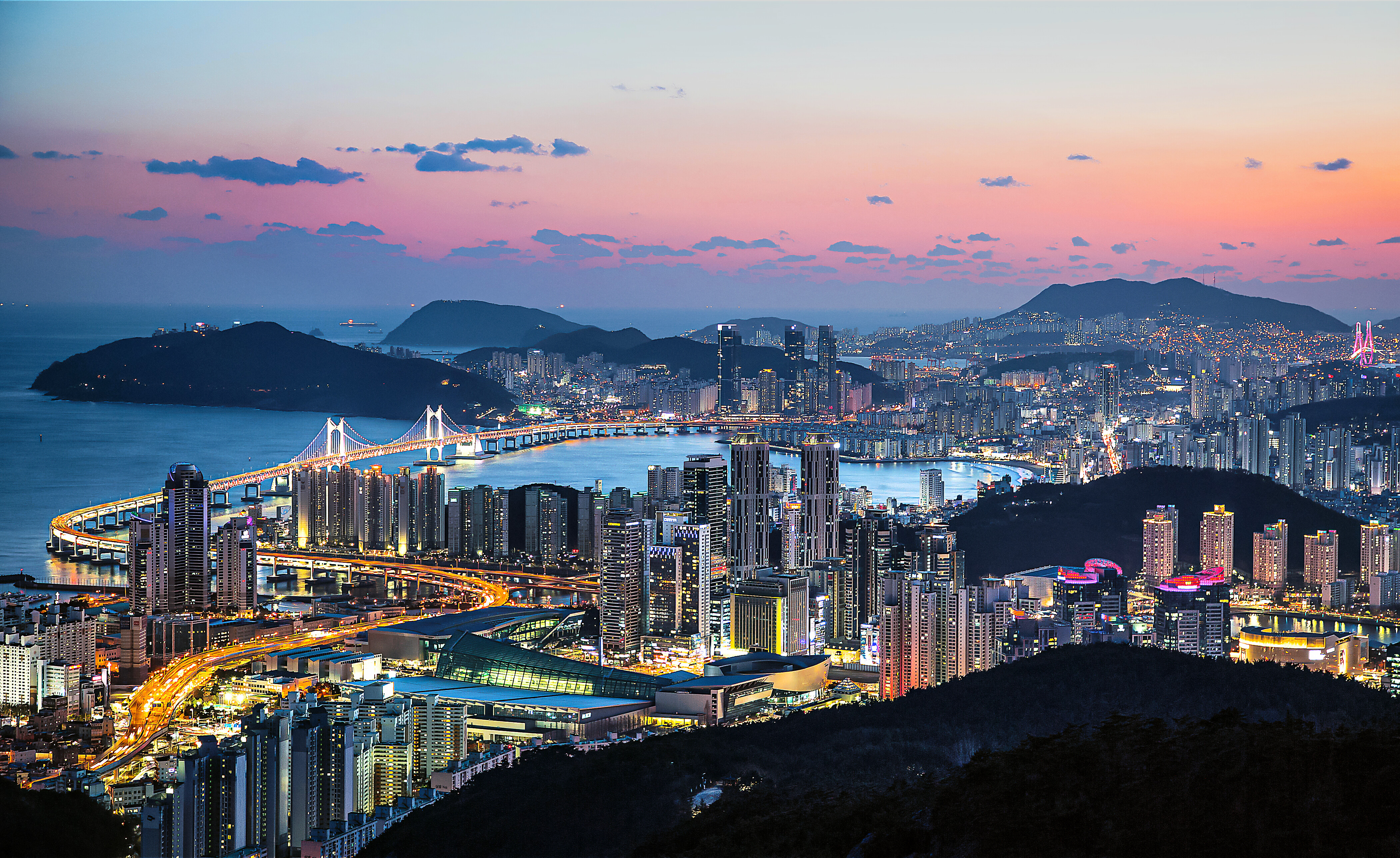
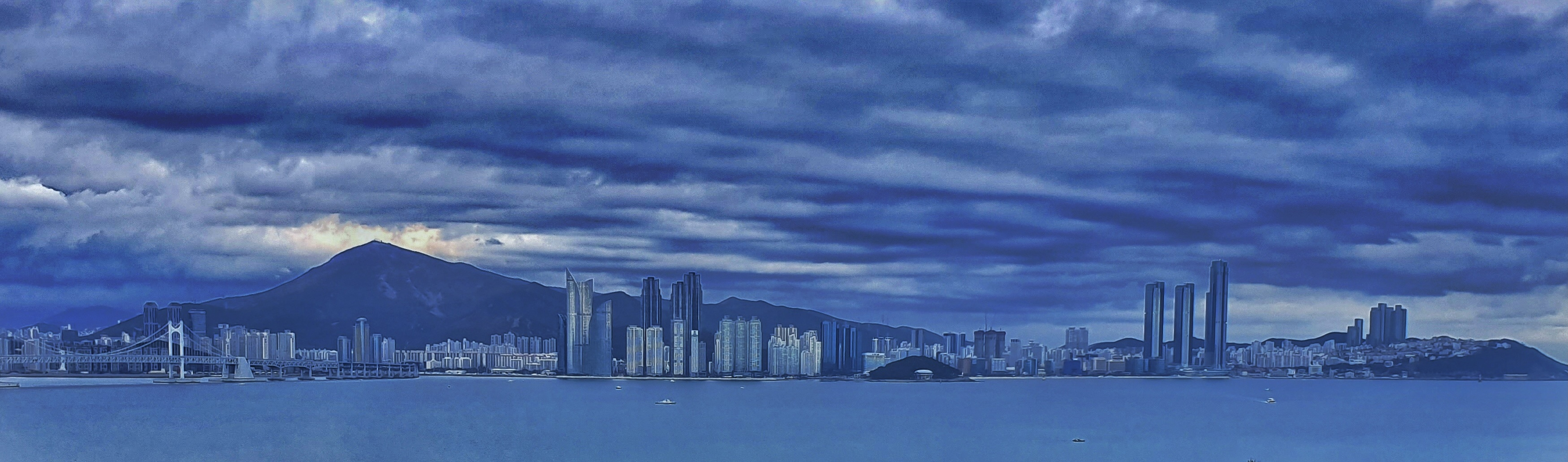

## 같이 보기
- 벡스코(BEXCO)
- 센텀시티역
- 마린시티
- 송도국제도시
- 미나토미라이(일본 요코하마시)
- 부산국제매직페스티벌(BIMF)
- 부산국제영화제(BIFF)
- 부산국제코미디페스티벌(BICF)
- 지스타(G-Star, G★)
- 부산국제모터쇼(BIMOS, 짝수해 개최)